# Mișu Benvenisti
Mișu Benvenisti (în ebraică:מישו בנבנישתי, n. 1902, București, România – d. 1977, Israel) a fost un om politic și avocat evreu din România, unul din liderii mișcării sioniste în această țară. În anii 1941-1943 în toiul celui de-al Doilea Război Mondial și al dictaturii antonesciene, a îndeplinit funcția de președinte al Comitetului Executiv Sionist din România, de asemenea, a fost unul din membrii Consiliului Evreiesc din ilegalitate care activat în anii regimului antonescian în paralel cu Centrala Evreilor din România, care era subordonată dictaturii și colabora cu aceasta. Benvenisti a fost apoi victimă a represiunii antisioniste din timpul regimului comunist și deținut în închisorile comuniste. Ultimele decenii de viață le-a trăit în Israel, țara pe care a reprezentat-o ca diplomat în Elveția.   
Fiu al unei familii de editori și tipografi evrei sefarzi, Benvenisti a fost atras, din tinerețe, de ideile sioniste care prevedeau emanciparea națională a poporului evreu în țara strămoșilor. La începutul anilor 1920 a devenit conducător al Organizației Tineretului Sionist care acționa la București și care a aderat în 1930 la micul Partid Național Evreiesc. Activând apoi în grupul sionist „Renașterea Noastră”(parte a mișcării Hehalutz), a participat la crearea Partidului Evreiesc din România PER, ca activist în rândurile tineretului și ca secretar general, apoi vicepreședinte. După 1936 Benvenisti a activat în cadrul secției din România a Congresului Mondial Evreiesc.
La sfârșitul anilor 1930 România s-a apropiat de Germania nazistă și a introdus gradat legi de discriminare împotriva evreilor.În anii Dictaturii regale a lui Carol al II-lea toate partidele politice in afară de partidul unic de guvernământ, Frontul Renașterii Naționale au fost abolite, inclusiv Partidul Evreiesc. Sioniștilor li s-a permis sa creeze organizații nepolitice, care au încurajat emigrarea evreilor în Palestina. Emigratia aceasta s-a intensificat după urcarea la putere a regimului Antonescu. Benvenisti a cântărit ideea de a emigra în Palestina, dar, pentru moment, a acceptat să servească ca președinte a Comitetului Executiv Sionist din România.   
El a adoptat o linie politică moderată, de loialitate față de România, și s-a străduit să țină sub control mișcările opoziționiste nonconformiste. 
El a mediat între comunitatea evreiască și regimul de dictatură militară-pronazistă. Poziția sa a trezit critici în rândurile activiștilor sioniști de dreapta, precum Avram Leib Zissu care au văzut în el un fel de colaborator cu regimul, mai ales din cauza contactelor sale cu Centrala Evreilor, organ colaboraționist creat de regim.
Confruntat cu Holocaustul înfăptuit în țările vecine cu România și în Romania însăși, în regiunile frontaliere de la răsărit, Benvenisti a încercat să ajute pe unii evrei maghiarofoni, slovaci și polonezi să găsească refugiu în România sau să acorde ajutor supraviețuitorilor din deportările în Transnistria ordonate de Antonescu. A participat la eforturile conducătorilor comunitari evrei de a convinge pe Antonescu să ușureze măsurile represive împotriva evreilor, în acelaș timp străduindu-se să adune mari sume de bani destinate pentru mită și contribuții. Rolul sioniștilor in sabotarea Holocaustului a fost denunțat de consilierul german local (Judenberater) pentru problemele evreiești, Gustav Richter. În urma anchetelor acestuia, autoritățile române l-au arestat pe Benvenisti, cu anumită reticență, în ianuarie 1944. A fost pus in libertate în martie 1944. În acest răstimp, locul său la conducerea Comitetului Executiv Sionist din România a fost luat de rivalul sau, Zissu. 
Benvenisti a înființat atunci, o grupare politică proprie numită Grupul Sionist Democratic Klal (legată de mișcarea Sioniștilor Generali) 
Căderea lui Antonescu în august 1944 a dus la restaurarea regimului cu mai multe partide. Zissu și Benvenisti au revenit și ei în arena politică, ca lideri de fracțiuni ale Partidului Evreiesc, Zissu fiind președintele partidului. Benvenisti a adoptat o tendință de apropiere de stânga evreiască, cooperând cu Partidul Comunist din România și cu Comitetul Democrat Evreiesc CDE , instrumentul acestuia din urmă pe strada evreiască. La mijlocul anului 1946 el a reușit să-l înlocuiască pe anticomunistul Zissu ca președinte atât al Partidului Evreiesc, cât și al Comitetului Executiv Sionist. 
Înaintea alegerilor parlamentare din noiembrie 1946, el a atras Partidul Evreiesc într-o alianță cu Comitetul Democrat Evreiesc. După ce comuniștii au devenit fățiș antisioniști, Benvenisti a dizolvat Partidul Evreiesc, a criticat emigrația ilegală spre Palestina, și a rămas în dialog cu Bercu Feldman, din conducerea CDE. Când la sfârșitul anului 1947 regimul comunist a fost deplin instalat, Benvenisti și-a încetat activitatea sionistă, pe de altă partă s-a înscris împreună cu soția Suzana, pentru plecarea în Palestina. A fost arestat în 1950 de către Securitate, a fost torturat pentru a mărturisi că era spion în slujba Israelului, și apoi, în 1954 a apărut, pe banca acuzaților, alături de Zissu, la procesul înscenat contra foștilor activiști sioniști. A fost condamnat la închisoare pe viață, pentru acuzația de „înaltă trădare. dar după doi ani de detenție, ca și Zissu, a fost pus în libertate și i s-a permis să emigreze în Israel.  

## Biografie

### Copilăria și tinerețea
Familia Benvenisti făcea parte din minoritatea evreiască sefardă din Muntenia. Din rândurile ei s-au distins tipografii și editorii Sandu și David Benvenisti, care, în 1876 au fondat tipografia Frații Benvenisti din Craiova..Mariu Theodorian Carada menționa în memoriile sale din 1938 că Benvenisti cel bătrăn era unicul evreu din Craiova care mai purta caftan
Mișu Benvenisti s-a născut in 1902 ca al doilea fiu în familia lui Simon Benvenisti (1870-1943) și a Ernestinei, născută Schlanger.. Tatăl său a lucrat la început la Librăria Frații Benvenisti, apoi la Editura Alcalay. Ulterior, el și- a întemeiat propria editură, Ancora. 
Simon Benvenisti se bucura de stimă în cercurile literare românești, fiind apreciat în mod deosebit rolul său în promovarea unor literați precum Eugen Lovinescu, George Bacovia, Liviu Rebreanu.
Începând cu 1922 Simon Benvenisti a finanțat Premiul Benvenisti, acordat anual de Societatea Scriitorilor Români celor mai buni poeți debutanți. Fiul său, mai mare Felix (născut în 1900), s-a înscris și el în tradiția familiei, ca director al Editurii Bicurim.  Între verii materni ai lui Felix și Mișu s-a numărat Dolfi Urseanu, care a lucrat la Opera Română din București 
Fratele său, Felix, a devenit, între timp antisionist și a intrat în Asociația evreiască din Brăila, care era în favoarea asimilării. 
După terminarea liceului in 1920 Benvenisti a început studii de drept la Universitatea din București. 
Deja în liceu, în 1918 sau 1919, auzind de Declarația Balfour și influențat de colegul sau de școală, Carol Singer, a intrat într-o organizație de tineri sioniști numită Hatalmid (Elevul) și a devenit în 1919-1920 președintele ei. În acea vreme a cunoscut mai mulți activiști sioniști, între care Leon Mizrahi, Mișu Weissman și pe Șef rabinul Iacob Isaac Niemirower.  La universitate s-a alăturat organizației studenților sioniști Hasmonea și la propunerea lui Mizrahi, a fost ales, între anii 1923-1924, președinte al Organizației Tineretului Sionist din România. ..În această perioadă a fost implicat cel puțin într-un incident cu colegii antisemiți, când aceștia i-au împiedicat cu forța pe el și pe alt student, Samuel Steinberg, să asiste la cursul profesorului Mircea Djuvara. A izbucnit o bătaie între studenți evrei și români, în care, trei tineri evrei și unul român au fost ușor răniți..

### Continuarea activității politice și comunitare
În 1925 Mișu Benvenisti a fost primit în asociația sionistă „Renașterea Noastră” al cărui membru activ a rămas până în primele luni ale anului 1944.După terminarea studiilor de drept in 1924, a făcut un an de serviciu militar obligatoriu la Timișoara și apoi, s-a înscris în baroul avocaților din județul Ilfov.. La începutul anului 1928 a fost consilier juridic al „Renașterii noastre”, avându-l pe       
Moți (Motti) Moscovici ca secretar. După cum a relatat Moscovici, în 1928-1929 Benvenisti a petrecut aproape un an la Paris, cu gândul de face acolo doctoratul în științe juridice, plan la care a renunțat.În iulie 1929 împreună cu I.Schechter s-a numărat printre cei 15 delegați din România la Al XVI-lea Congres Sionist la Zürich. Amândoi au fost aleși din partea asociațiilor sioniste "radicale", spre deosebire de cei trimiși de curentul „centrist” mainstream./ În august 1929, întors la București parlamentarii evrei întruniți într-un club propriu, l-au ales pe Benvenisti ca să-i reprezinte la adunarea de la Sala Tomis, care a manifestat protestul evreilor din România față de masacrele arabilor împotriva evreilor în Palestina mandatară.
În noiembrie a provocat un funcționar pe nume Ștefan Iacobescu la un duel pe Strada Luterană, dar acesta din urmă nu s-a prezentat.
Ca avocat Mișu Benvenisti a servit în primul rand firma helveto-română Frații Buhler, care importa mașini de măcinat. Această colaborare i-a permis un venit modest, pe care după 1932 l-a împărțit cu tatăl său, care era grav bolnav.. 
În anii 1932-1933 a cunoscut-o pe Suzana Mărculescu, cu șapte ani mai tânară, cu care s-a căsătorit abia în mai 1944, deoarece amândoi s-au dedicat vreme de mulți ani îngrijirii părinților. Prin alianța aceasta, Benvenisti s-a înrudit cu compozitorul H. Henri Mălineanu și cu cântăreața Mara Ianoli-Mălineanu.  
În august 1930 , după incendierea Templului Vijnițer Klaus din Sighet, Consiliul General al Evreilor Români l-au delegat la Ministerul de Interne pentru a cere detalii asupra anchetării cazului. În aceeași lună la alegerile comunale la București, Benvenisti și-a prezentat candidatura din partea Grupului evreiesc la Sectorul II (Negru) din capitală, al doilea pe listă fiind Sami Stern.
În continuare Benvenisti a intrat în Partidul Evreiesc din România PER, condus de Tivadar Fischer și în alegerile parlamentare din iunie 1931 a candidat fără succes pe lista acestui partid (ultimul pe listă în județul Ilfov, și primul pe listă în Județul Tutova)
. 
La 8 septembrie 1932 a devenit conducătorul filialei locale a PER în Sectorul II din București. 
Benvenisti a înființat în 1934 Organizația de tineret a PER - Tineretul Partidului Evreiesc, și în același an a fost ales cu mare majoritate de voturi secretar general al partidului, secondat fiind de Sami Iakerkaner din partea secției de tineret, precum și de Jean Cohen. După cum amintește istoricul Valeriu-Alexandru Moraru, Benvenisti si Cohen erau singurii doi evrei sefarzi din conducerea Partidului Evreiesc, și împreună cu M.Leon, din Uniunea Evreilor Români, fiind unul din cei trei evrei sefarzi activi în politica evreiască la orice nivel. 
 În Organizația Sionistă a mai fost activ încă un sefard, Leon Mizrahi, care a condus Executiva Sionistă din România în 1940-1941.

### În luptă cu tendințele antisemite. Activitatea în Partidul Evreiesc și în Executiva Sionistă
În perioada interbelică Benvenisti a candidat permanent în alegerile pentru parlament. La alegerile din 1933 a candidat din partea a două județe din Basarabia - județele Bălți și Orhei. Listele evreilor, conduse de Rahmil Ioffe si respectiv, de Michel Landau, au obținut scoruri joase - 6% în Bălți și 1% în Orhei. Apoi Benvenisti a candidat ca al doilea după Mayer Ebner în Județul Suceava, unde au obținut 3.7% din voturi, și după Tivadar Fischer si Alexandru Nobel, în Județul Rădăuți, unde au obținut 3.8%.
A participat si la numeroase tururi de conferințe, la Turnu Severin întâlnindu-l pe unul din viitorii activiști și ideologi sioniști de vază din țară, dr.Theodor Loewenstein-Lavi  În acei ani a întâlnit și pe conducătorii sioniști Nahum Sokolov (în 1934) și Nahum Goldmann în cursul vizitelor acestora în România.  La 7 mai 1935 Benvenisti a ținut o conferință la Casa Comunității sefarde din București despre situația evreilor din Germania nazistă. 
La 29 ianuarie 1936 Benvenisti s-a aflat între cei cinci politicieni care au semnat încheierea alianței dintre Partidul Evreiesc PER si Uniunea Evreilor Români a dr-ului Wilhelm Filderman. Consiliul Central al Evreilor Români, astfel înființat, și-a stabilit drept obiectiv apărarea tuturor drepturilor și libertăților cu caracter general ale evreilor ca supuși și cetățeni români, potrivit cu prevederile Constituției din 1923 și ale legilor țării.  În 1936 Benvenisti a publicat în „Renașterea Noastră”, un articol care saluta boicotarea economică a Germaniei naziste și condamna reînarmarea Germaniei. În acei ani s-a intensificat activitatea sa și a lui Sami Singer în cadrul Congresului Mondial Evreiesc.
În 1936 Benvenisti a fost ales vicepreședinte al Partidului Evreiesc.
În alegerile parlamentare din decembrie 1937 Partidul Evreiesc a participat ca aliat neoficial al Partidului Național-Țărănesc PNȚ, deși acesta din urmă stabilise un „pact de neagresiune” cu legionarii din Garda de Fier. Împreună cu Francisc Jambor a condus lista PER în Județul Roman unde au obținut 2% din voturi. În Județul Hotin s-a aflat  pe locul doi pe listă (3% din voturi), în Județul Soroca a candidat pe locul al treilea (4% din voturi) iar în Județul Storojineț de asemenea pe locul al treilea de pe listă (5% din voturi) .
Întărirea partidelor antisemite după alegeri a marginalizat și mai mult pe evrei, sioniști sau asimilaționiști, în aceeași măsură. La 30 martie 1938 noul regim dictatorial instaurat de regele Carol al II-lea a interzis toate partidele politice în afara celui de guvernământ, nou înființat (Frontul Renașterii Naționale), inclusiv micul Partid Evreiesc.. Regimul a permis încă emigrarea evreilor în Palestina, cu documente legale românești inclusiv fără a poseda certificate de aprobare britanice, acțiune cunoscută ca Emigrarea evreiască ilegală în Palestina sau Aliya Bet. În 1939, la scurt timp înaintea izbucnirii celui de-al Doilea Război Mondial, Benvenisti a fost mobilizat ca sublocotenent în poziția de casier militar. .

### Anii Holocaustului și ai regimului antonescian

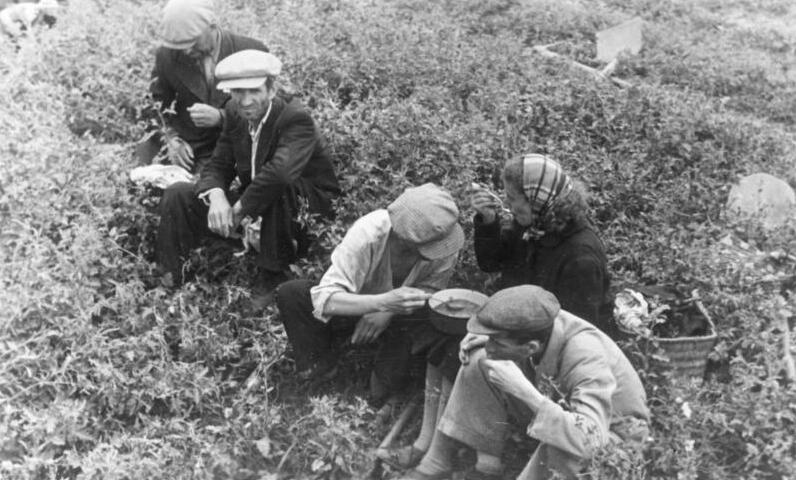
Evrei în pauza de prânz în ghetoul Chișinău, 1941

Apoi, în septembrie 1940, în virtutea legislației antievreiești a guvernului Ion Gigurtu și apoi a celei național-legionare, Benvenisti a fost exclus din baroul avocațial Ilfov, împreună cu alți 54 avocați evrei. Apelul său a fost respins de o comisie a baroului condusă de Coty Stoicescu. 
El își va reprimi dreptul de practică a avocaturii după 23 august 1944. După urcarea la putere a generalului Ion Antonescu si a mișcării legionare, România a devenit aliată a Germaniei naziste și a celorlalte puteri ale Axei.În urma rebeliunii legionare din ianuarie 1941, legionarii au fost înlăturați de la putere de către Antonescu. Benvenisti, care se pregătea să emigreze în Palestina, s-a aflat în zilele următoare în București, confruntându-se cu greutăți birocratice.
În martie 1941  el a fost ales președinte al Executivei Sioniste din România, în locul lui Leon Mizrahi și a deținut acest post până în 1943, când a fost înlocuit de A.L.Zissu. Leon Mizrahi a izbutit în acest timp să obțină viza palestiniană..
În iunie 1941 România a participat la declanșarea Operațiunii Barbarossa ca aliată a Germaniei în războiul contra Uniunii Sovietice. Gazeta „Renașterea noastră” a publicat un articol de Leon B Wexler, care a salutat recuperarea Basarabiei de către armata romană. 
Evreii, deja spoliați de multe drepturi și resurse, au fost prezentați de regimul antonescian, în mare parte, ca trădători demni de o cruntă pedeapsă. Benvenisti acționat în continuare pentru facilitarea emigrației evreilor în Palestina într-o perioadă în care viața multor evrei, mai ales în estul și nord-estul țării, nu valora prea mult, așa cum arătau pogromurile de la Iași și Dorohoi, masacrele de la Cernăuți și din alte localităti din Bucovina și Basarabia și deportările spre moarte în Transnistria. El s-a aflat în contact cu biroul din Istanbul al Agenției Evreiești și cu reprezentanții acestuia, Meir Segall și Haim Barlas. Împreună cu Cornel Iancu și alți fruntași sioniști, Benvenisti a făcut parte din Comitetul de Ajutorare condus de Arnold Schwefelberg care căuta să trimită ajutoare supraviețuitorilor evrei ai transporturilor și marșurilor spre Transnistria. Cu Abraham Feller, Iacov Litman și Lazăr Wurmbrand, a organizat ajutoare și pentru supraviețuitori ai Pogromului de la Iași ajunși la Călărași.  
Temându-se de reacția Siguranței, Benvenisti a depus eforturi de a disciplina membrii tineri ai mișcării Hehalutz, și a căutat să întărească învățământul în ebraică în cadrul Școlii Tarbut, sub grija directă a lui Poldi Filderman, Cornel Iancu și Theodor Loewenstein-Lavi.

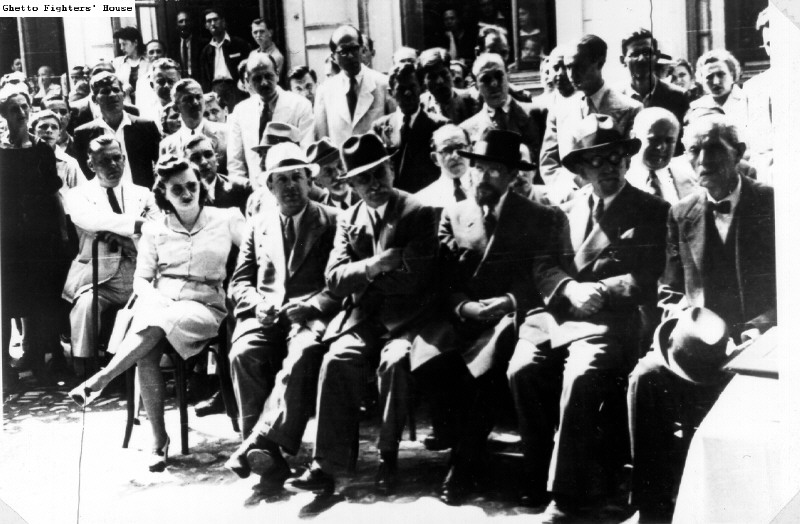
Celebrare a sărbătorii evreiești de Lag Baomer la București în 1942.În primul rând (așezați) - în centru - Henric Streitman, președinte al Centralei Evreilor, alături de el, rabinul Alexandru Șafran și Theodor Lowenstein-Lavi

### Confruntarea cu Gustav Richter
În ianuarie 1942 regimul Antonescu a întemeiat așa numita Centrala Evreilor care urma sa înlocuiască conducerea Federației Uniunilor Comunităților Evreiești și alte organizații reprezentative evreiești, cu menirea de a servi politica față de evrei a guvernului.
Comisarul pentru probleme evreiești Radu Lecca a fost însărcinat să supravegheze activitatea Centralei Evreilor. În vara 1942 Executiva Sionistă a fost oficial dizolvată. De fapt, organizația a continuat activitatea, obținând, în cele din urmă, acordul autorităților. Consilierul pentru probleme evreiești (Judenberater) al ambasadei Germaniei naziste la București, Gustav Richter, care i-a primit în audiență pe Benvenisti și pe Iancu le-a clarificat că activitatea sionistă în Românis trebuie să înceteze.Führerul, le-a spus, le va găsi,poate, evreilor „o altă bucată de pământ" nu în Palestina, ci altundeva „în afara Europei” Împreună cu Șef rabinul Alexandru Șafran, Benvenisti și Zalman Rabinsohn au convins regimul Antonescu să permită ținerea Sâmbetei în școlile evreiești.
Benvenisti, ca și Filderman si rabinul Șafran au căutat dialogul cu regimul Antonescu pentru a apăra interesele evreilor inclusiv pentru a ajuta pe cei deportați în Transnistria, pe refugiații evrei din Transilvania, Slovacia și Polonia și a organiza emigrația de evrei spre Palestina. 
Benvenisti și-a atras critici nu numai din partea lui Zissu, dar și din partea lui Jean Cohen care considera că el reduce emigrația cooperând numai cu un singur factor grec de transport, Yanis Pandelis, cunoscut ca foarte corupt, în organizarea plecărilor pe mare în Palestina. 
Benvenisti a auzit la oficiul lui Lecca despre planurile de deportare într-o primă fază, a evreilor din Banat și Transilvania de sud în lagărele de exterminare naziste din Polonia. După spusele sale, împreună cu Carol Reiter ar fi apelat la Antonescu însuși pentru a opri acest plan. Alături de Filderman, ar fi convins pe Lecca sa nu-i aresteze pe evreii polonezi care tranzitau prin România, de asemenea ar fi contribuit la convingerea autorităților locale la Cernăuți de a nu trimite înapoi pe evreii refugiați din Guvernământul General. Richter a reacționat cu mare indignare la astfel de ușurări din partea regimului, și la 8 august 1942 ziarul ambasadei germane, Bukarester Tageblatt a publicat un articol al lui Richter care semnala activitățile sioniste și îl caracteriza pe Benvenisti drept spion britanic.La cererea lui Richter, guvernul român a decis, atunci, în august 1942 să scoată în afara legii Exectiva Sionistă, dar aceasta a continuat să acționeze în ilegalitate.
În toamna 1942 Lecca și Centrala Evreilor au informat pe conducătorii publicului evreiesc, că evreilor din Romania li se va cere un „împrumut”, exorbitant, în scopul declarat al efortului de război. Șafran, Benvenisti și Filderman au căutat să obțină anularea măsurii, dar Antonescu, a decis, ca pedeapsă, să-l deporteze pe Filderman la Moghilev, în Transnistria. În mărturiile mai târziu în anchetele comuniste, Jean Cohen a afirmat ca Benvenisti a dat instrucțiuni să se amâne cât mai mult plățile extorcate.
În aprilie 1943 Benvenisti, cu domiciliul în strada Popa Petre, a fost trecut pe lista ostaticilor evrei, supravegheați în mod deosebit de autorități.

### Continuarea eforturilor pentru apărarea drepturilor populației evreiești
În vara 1943 Executiva Sionistă din România, aflată în ilegalitate, s-a autodizolvat. La mijlocul anului 1943 Benvenisti și Filderman, care fusese eliberat din Transnistria au fost primiți în audiență de viceprimul ministru Mihai Antonescu, pentru a cere măsuri umanitare urgente în favoarea evreilor deportați. 
Mihai Antonescu a promis că experimentul din Transnistria va fi oprit iar supraviețuitorii săi vor fi repatriați, și că va contacta, de asemenea, Germania și Bulgaria pentru a se permite emigrația nestingherită a evreilor români în Palestina.
În următoarele luni Benvenisti s-a ocupat de organizarea emigrarii cu trenul a 75 copii, dar s-a lovit de decizia bulgară de a anula vizele de tranzit pentru aceștia. Împreună cu Filderman și cu Cornel Iancu,l-au întâlnit pe dr Arthur Albert Tester, contrabandist britanic care colabora cu naziștii, care le-a cerut plata a 2500 lei pe cap de copil salvat, afirmând că numai el era capabil să obțină asentimentul bulgarilor. Benvenisti si Filderman au întreținut contacte și cu opoziția semi-legală română, în fruntea căreia se afla Partidul Național Țărănesc. Ei i-au întâlnit pe liderii PNȚ, Iuliu Maniu și Ghiță Popp, care au făgăduit să-i ajute pentra a preveni continuarea deportării evreilor din Bucovina, și pentru a obține de la Antonescu ameliorarea condițiilor de viață în lagărele de concentrare de la Vapniarka și Grosulovo / Împreună cu soția lui Iancu, Mella, Benveniste l-a vizitat și pe Dinu Brătianu, din Partidul Național-Liberal. Desi nu a putut trezi vreo speranta în legătură cu schimbarea politicii antisemite a Conducătorului, Brătianu l-a pus in contact pe Benvenisti cu colegul său de partid, Ioan Emil Costinescu, care era președintele Crucii Roșii Române și care „a făcut strădaniile cele mai energice pentru repatriere"(a deportaților) 
În timpul acesta Gustav Richter și autoritățile naziste (Ministerul de externe german etc), nemulțumite de încercările de a organiza emigrația de evrei spre Palestina,  au acuzat pe sioniștii din România, inclusiv pe Benvenisti, de „fapte dușmănoase”. Henric Streitman, președinte. atunci. al Centralei Evreilor, l-a avertizat încă în mijlocul anului 1942 pe Benveniste și l-a sfătuit sa emigreze el însuși în Palestina, pentru a se salva. Siguranța și Gestapoul au l-au urmărit în permanență, acuzându-l de ilegalităti, și la 30 ianuarie 1944 el a fost arestat.  Împreună cu Teodor Fischer și Jacques Rosenzweig a fost adus în fața tribunalului din București, fiind acuzați de ajutarea unor refugiați evrei polonezi la Cernăuți. Richter și Lecca erau la curent cu investigațiile.
Benvenisti a fost, în cele din urmă, pus în libertate la începutul lui martie 1944. Filderman și ambasadorul Elveției, René de Weck, au depus mărturii în favoarea sa. Comisarul Albert Rădulescu de la Siguranță a încasat mită din fonduri ale Executivei Sioniste pentru a deveni mai maleabil în anchetarea cazului. În notele oficiale, el a recunoscut că nici Benvenisti, și nici colegii săi sioniști nu reprezentau vreun pericol pentru ordinea publică..
După depozitia de mai târziu a lui Benvenisti, avocații Doru Gherson și S.Hart și intervențiile lui Filderman și Zissu si chiar suportul unor persoane din cercurile de stânga, l-au ajutat în mare măsură.
El și ceilalti acuzați au fost condamnați la șase luni priovare de libertate, dar perioada de detenție propriu-zisă le-a fost redusă.
 Și după punerea sa în libertate, după cinci săptămâni de închisoare, a fost urmată de mai multe luni de urmărire, șicane și amenințări. 
Avram Leib Zissu l-a inlocuit ca președinte al Executivei Sioniste neoficiale din România. Împreună cu Entzer, Barlas si Moritz Geiger, Zissu era hotărât în  a continua organizarea de transporturi pe mare de evrei spre Palestina, contracarând politica britanică care viza impiedicarea acestei emigrații, considerată ilegală.  Benvenisti a fost ales președinte al fractiunii politice intitulate Grupul Sionist Democrat Clal, apropiat de partidul Sioniștilor Generali (Hatzionim Haklalim).
În 1944  autoritățile antonesciene au continuat represiunea împotriva organizației sioniste socialiste de tineret Hashomer Hatzair. Unul din pretexte a fost prinderea deja în 1942 a câtorva membri ai organizației cu bancnote pe care era scris „Jos Războiul !” sau „Afară cu nemții!”. Aceștia au fost condamnați pentru „activități comuniste”. Și tineri din mișcarea „Gordonia” s-au aflat în obiectivul Siguranței. Înainte de arestarea sa, Benvenisti a fost contactat de Gherș Tabacinic-Sunea si alți doi tineri activiști sioniști care au apelat la el pentru a încerca să influențeze, eventual cu mită, anchetele de poliție. Benvenisti a apărut ca martor al apărării în procesele tineretului sionist din aprilie-mai 1944 Acuzații au fost supusi la pedepse severe, inclusiv minora Bianca Calmy în vârstă de 12 ani. Trei tineri din Hashomer Hatzair au fost condamnați la moarte și executați. Toți supraviețuitorii au fost amnistiați de regele Mihai în 1944.